# کاستلهورن
کاستلهورن (به لاتین: Kastelhorn) یک کوه در سوئیس است که در کانتون تیچینو واقع شده‌است. کاستلهورن ۳٬۱۲۸ متر بالاتر از سطح دریا واقع شده‌است.